# Első Löfven-kormány
Az Első Löfven-kormány Svédország ügyvezető kormánya (2018 utolsó hónapjaiban). Két pártból áll: a szociáldemokratákból és a Zöldekből, ezért nevezik vörös-zöld koalíciónak is. A kormány 2014. október 3-án került hatalomra, a 2014-es választásokat követően. A svéd történelem egyik leggyengébb kisebbségi kormánya volt. A 2018-as választások után a kormány elvesztett egy bizalmatlansági szavazást a parlamentben, de utód híján még hatalmon maradt: Löfven, miután a parlamenti szavazást 204-142 arányban elvesztette, lemondott, de a házelnök felkérte, hogy ügyvezető miniszterelnökként egy ügyvezető kormány élén folytassa.
Ennek a kezdettől a szociáldemokrata Stefan Löfven vezette koalíciós kabinetnek a részeként kerültek először kormányra a svéd Zöldek. Először történt meg 1957 óta, hogy a Szociáldemokraták koalíciós kormányt alakítottak. A kabinetnek 12 női és 12 férfi minisztere volt.
A 2014-ben alakult kormányt Löfven 2016 májusában átalakította. 2017 júliusában három miniszter nézett szembe bizalmi szavazással az ellenzéki többségű parlamentben: Anna Johansson infrastruktúra miniszter, Anders Ygeman belügyminiszter és Peter Hultqvist védelmi miniszter. Löfven menesztette Johanssont ésd Ygemant. A Hultqvist elleni bizalmatlansági indítvány magától összeomlott 2017 szeptemberében, miután a Centrum Párt és a Liberálisok kifaroltak belőle. 
A Löfven-kabinet kizárta az együttműködést a Svéd Demokratákkal.
Utódja a Második Löfven-kormány 2018 és 2021-ig létezett.

## Fordítás
Ez a szócikk részben vagy egészben  a   Löfven Cabinet című angol Wikipédia-szócikk ezen változatának fordításán alapul.  Az eredeti cikk szerkesztőit annak laptörténete sorolja fel. Ez a jelzés csupán a megfogalmazás eredetét és a szerzői jogokat jelzi, nem szolgál a cikkben szereplő információk forrásmegjelöléseként.